# Прибельский (Кугарчинский район)
Прибельский (баш. Прибельский) — хутор в Кугарчинском районе Республики Башкортостан Российской Федерации. Входит в состав Нижнебиккузинского сельсовета. 

## География

### Географическое положение
Находится на берегу реки Белой.
Расстояние до:
- районного центра (Мраково): 44 км,
- центра сельсовета (Нижнебиккузино): 2 км,
- ближайшей ж/д станции (Мелеуз): 89 км.

## Население
| 2002 | 2009 | 2010 |
| ---- | ---- | ---- |
| 15   | ↘6   | ↘4   |

Согласно переписи 2002 года, преобладающая национальность — русские (93 %).